# Királynék völgye 74
A Királynék völgye 74 (QV74) egy ókori egyiptomi sír a Királynék völgyében. II. Ramszesz egyik lánya számára készült, de nem használták, a hercegnő nevének kihagyott rész üresen maradt. A XX. dinasztia idején a sírt átalakították Duatentopet királyné, IV. Ramszesz felesége, V. Ramszesz anyja számára. A korábbi, nem használt sírok újrahasznosítását valószínűleg a sírokon dolgozó munkásoknak IV. Ramszesz második uralkodási évében zajló sztrájkja tette szükségessé. Két kamrában látszanak a nyomai az újrafestésnek és a címek átfaragásának a királyné számára.